# Olly Alexander
Oliver Alexander Thornton, poklicno znan kot Olly Alexander, angleški pevec, igralec in LGBT aktivist, *15. julij 1990.

## Kariera
Alexanderova igralska kariera se je začela v filmu Summerhill, ki je izšel leta 2008. Njegov naslednji film Bright Star je bil v ZDA nominiran za oskarja.
Zaslovel je kot član skupine Years & Years, ki je bila ustanovljena leta 2010. Skupini se je pridružil kot glavni vokalist, potem ko ga je član Mikey Goldsworthy slišal peti pod tušem. Njihov debitantski singel »I Wish I Knew« je bil izdan julija 2012 pri založbi Good Bait, skupina pa je imela pet članov.
Najuspešnejši singel skupine Years & Years, »King«, je bil izdan pri glasbeni založbi Polydor. Pesem se je marca 2015 povzpela na prvo mesto britanske lestvice singlov in si prislužil nacionalno priznanje. Njihov debitantski studijski album Communion je izšel 10. julija 2015 in se prav tako uvrstil na prvo mesto lestvice albumov Združenega kraljestva. 
Dne 18. marca 2021 je v skupini Years & Years ostal samo Aleksander. Med letoma 2021 in 2023 je še naprej izdajal glasbo pod imenom skupine do razpustitve leta 2024.
Dne 16. decembra 2023 je bilo objavljeno, da bo Alexander zastopal Veliko Britanijo na Pesmi Evrovizije 2024. Njegova pesem »Dizzy« je izšla 1. marca 2024 in je pomenila Alexanderovo prvo pesem pod svojim imenom.  Olly Alexander je v finalu Pesmi Evrovizije 11. maja 2024 na Švedskem zasedel 18. mesto in dosegel 46 točk žirije in nič točk pri telefonskem glasovanju.

## Dosežki
Junija 2020, v počastitev 50. obletnice prve parade ponosa LGBT, ga je Queerty uvrstil med 50 herojev za enakopravnost. Novembra 2020 je Alexander prejel tudi nagrado LGBT-slavna osebnost leta na podelitvi britanskih LGBT-nagrad.
Leta 2024 je podrl tudi Guinnessov svetovni rekord v številu predmetov, ujetih med vrtenjem na stolu v eni minuti, skupno 27. Za to dejanje ga je navdihnila njegova pesem »Dizzy«.

## Diskografija

### Studijski album
| Naslov    | Opis                                                                             |
| --------- | -------------------------------------------------------------------------------- |
| »Odyssey« | - Izdano: 3. maj 2024 - Založba: Polydor - Formati: pretakanje, digitalni prenos |

### Pesmi
| Naslov                                                                             | Leto | Najvišja uvrstitev na lestvici | Najvišja uvrstitev na lestvici | Najvišja uvrstitev na lestvici | Album   |
| Naslov                                                                             | Leto | UK                             | LTU                            | SWE Heat.                      | Album   |
| ---------------------------------------------------------------------------------- | ---- | ------------------------------ | ------------------------------ | ------------------------------ | ------- |
| »Dizzy«                                                                            | 2024 | 42                             | 12                             | 1                              | Odyssey |
| »Kite« (skupaj z Benjamin Ingrosso)                                                | 2024 | —                              | —                              | —                              | —       |
| »—« označuje singel, ki se ni uvrstil na lestvico ali ni bil izdan na tem ozemlju. |      |                                |                                |                                |         |